# Sempach
Sempach (toponimo tedesco) è un comune svizzero di 4 131 abitanti del Canton Lucerna, nel distretto di Sursee; ha il titolo di città.

## Geografia fisica
Il territorio del comune di Sempach si estende lungo la sponda nordoccidentale del lago di Sempach.

## Storia

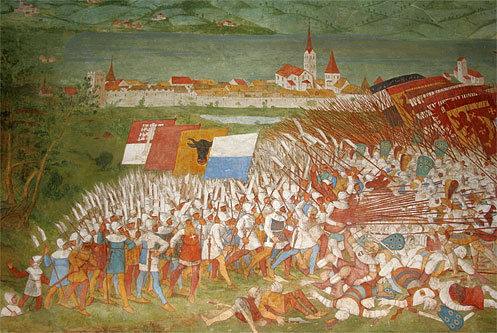
Affresco commemorativo della battaglia di Sempach all'interno della cappella di San Giacomo

A Sempach nel 1386 fu combattuta la battaglia di Sempach che decise le sorti della guerra di Sempach; dal suo territorio nel 1819 fu scorporata la località di Eich, divenuta comune autonomo.

## Monumenti e luoghi d'interesse
- Chiesa parrocchiale cattolica di Santo Stefano (Stadtkirche St. Stephan), eretta nel Medioevo e ricostruita nel 1828-1833 da Josef Händle[3];
- Chiesa cattolica di San Martino in località Kirchbühl (parrocchiale fino al 1931), eretta nel X-XII secolo e rinnovata nel XII-XIII secolo, nel XV secolo, e nel 1583 circa[3][6];
- Cappella di San Giacomo detta "cappella della battaglia" (Schlachtkapelle Sempach), eretta nel 1387 in memoria della battaglia di Sempach dell'anno precedente e ristrutturata nel 1473-1474, nel 1551-1552 e nel 1638-1641[3].

## Società

### Evoluzione demografica
L'evoluzione demografica è riportata nella seguente tabella:
Abitanti censiti

## Cultura

### Istruzione

#### Ricerca

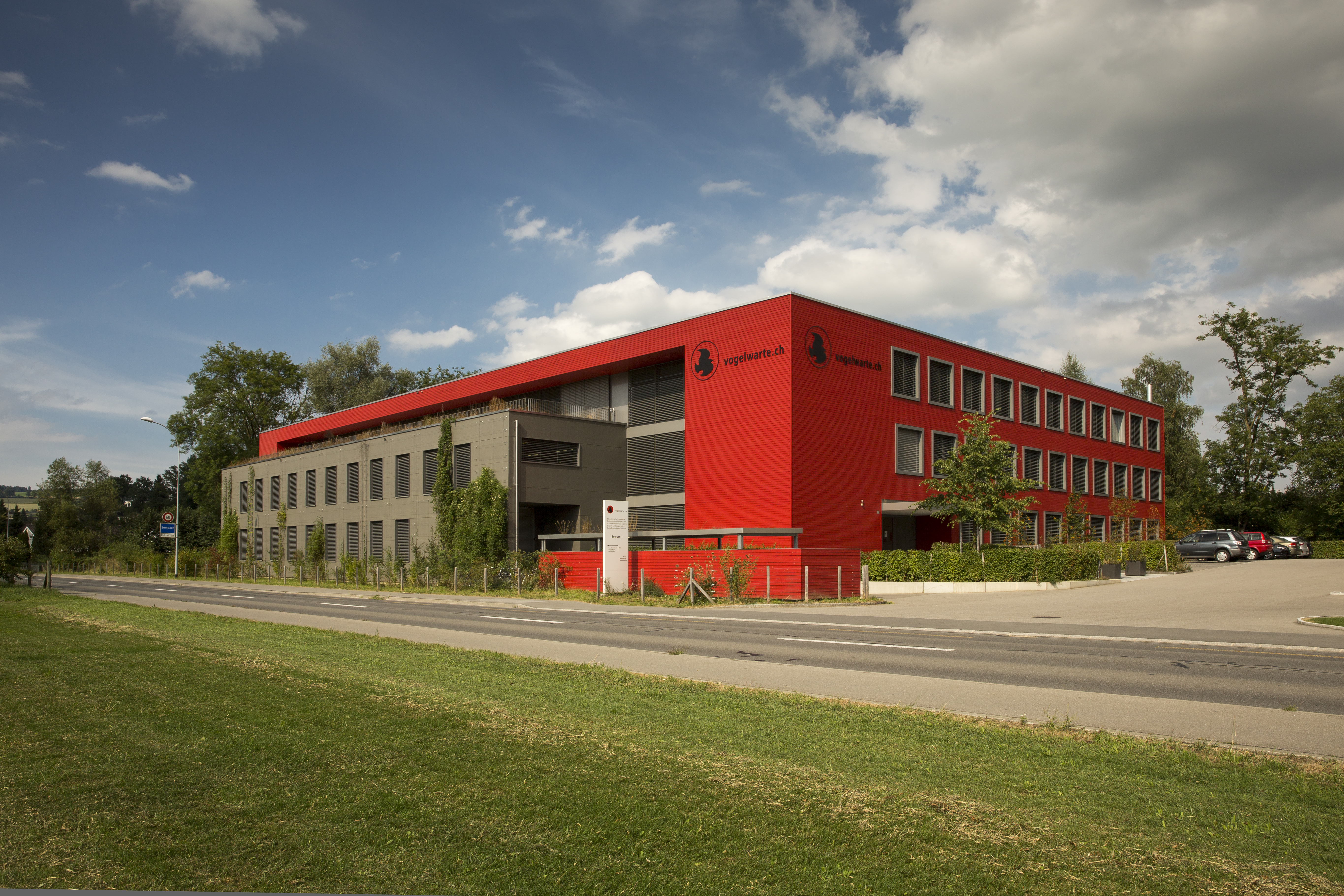
La stazione ornitologica svizzera di Sempach

Dal 1924 ospita la stazione ornitologica svizzera di Sempach.

## Infrastrutture e trasporti

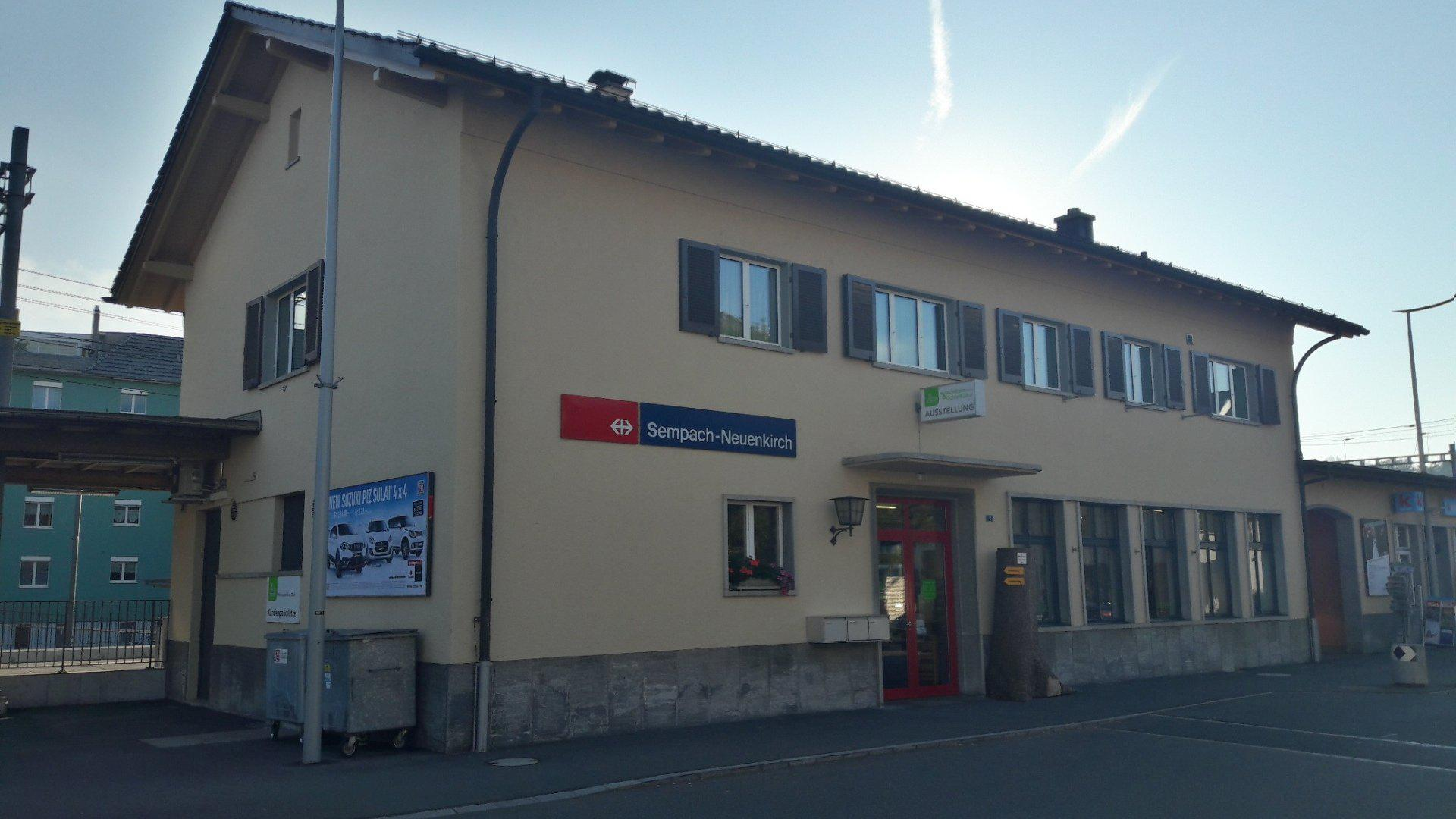
La stazione di Sempach-Neuenkirch

Sempach è servita dalla stazione di Sempach-Neuenkirch sulla ferrovia Olten-Lucerna e dall'uscita di Sempach sull'autostrada A2.